# Марголин, Эдуард Максович
Эдуард Максович Марголин (23 января 1936, Невель — 28 июля 2024) — советский и российский педагог, народный учитель Российской Федерации (2001).

## Биография
Родился 23 января 1936 года в городе Невеле.
В 1960 году — окончил Великолукский педагогический институт, затем три года по распределению работал в восьмилетней школе города Гдова.
С 1963 по 1983 годы — работал в школе № 3 города Великие Луки: заведующим учебной частью (завучем), учителем физики, а с 1983 года в школе № 7 — учителем физики, астрономии, информатики.
С 1962 года — мастер спорта по штанге, с 1963 по 1983 годы — участвовал в спортивных соревнованиях: 20 раз завоёвывал титул чемпиона и рекордсмена области, трижды становился чемпионом России общества «Спартак», дважды — призёром СССР общества «Спартак».
Подготовил несколько мастеров спорта, призёров России и чемпионов Псковской области.
Работая учителем, подготовил более 60 победителей и призёров областных, двух всесоюзных и всероссийских олимпиад по физике, его ученики стали кандидатами и докторами наук, специалистами в области физики.
В 1991 году первым в Псковской области получил звание «Учитель года», лауреат российского конкурса «Учитель года-91».
Умер 28 июля 2024 года в возрасте 88 лет.

## Награды
- Народный учитель Российской Федерации (2001)
- Заслуженный учитель Российской Федерации (1992)